# Anton Miranczuk
Anton Andriejewicz Miranczuk (ros. Антон Андреевич Миранчук; ur. 17 października 1995 w Słowiańsku nad Kubaniem) – rosyjski piłkarz, pomocnik, występujący w klubie Lokomotiw Moskwa. Młodzieżowy reprezentant Rosji. Ma brata bliźniaka Aleksieja Miranczuka. W zremisowanym 0:0 meczu z FK Rostów, który odbył się 9 kwietnia 2017 roku, Miranczuk zadebiutował w Priemjer-Lidze.